# Республиканская гимназия-колледж при Белорусской государственной академии музыки
Республиканская гимназия-колледж при Белорусской государственной академии музыки (Республиканский музыкальный колледж) — учреждение среднего специального образования Республики Беларусь, один из старейших и авторитетнейших в республике колледжей в сфере культуры.

## История

#### 1935
День рождения гимназии-колледжа — 15 октября 1935 года. В этот день Постановлением Совнаркома БССР было открыто отделение юных дарований при Белорусской государственной консерватории. Это решение оказалось крайне важным для развития музыкального образования в республике, а учебное заведение заняло достойное место в ряду специальных музыкальных школ, открытых при консерваториях во всех республиках СССР.

#### 1940
В 1940 году многие из учащихся, наряду со взрослыми артистами, участвовали в концертах Первой декады белорусского искусства и литературы в Москве.

#### 1953
У истоков белорусской фортепианной педагогики стояли выдающиеся музыканты Э. Альтерман, М. Бергер, Г. Петров, И. Цветаева, Н. Шацкая, Г. Шершевский, которые создали национальную фортепианную исполнительскую школу. Долгие годы в школе преподавал дирижирование выдающийся музыкант Н. Маслов, а созданный им детский хор, отличавшийся высоким профессионализмом, был хорошо известен не только в Республике, но и за её пределами. На струнном отделении начинают работать Н. Братенников, М. Гольдштейн, С. Основич, А. Янпольский. Выдающимся преемником традиций, которые сложились на отделении, стал в последующие годы П. Володарский, чья педагогическая деятельность, отличавшаяся высочайшим уровнем педагогического и художественного мастерства, оставила наиболее значительный след в обучении юных скрипачей. В 1953 г. под руководством М. Гольдштейна был создан ансамбль скрипачей, который активно занимался концертной деятельностью.

#### 1963
В 1963 г. приказом Министра культуры Республиканская музыкальная школа-десятилетка была переименована в Среднюю специальную музыкальную школу при Белорусской государственной консерватории им. А. В. Луначарского (ССМШ при БГК). Приумножаются традиции, совершенствуется процесс обучения, создаются новые творческие коллективы, расширяются географические горизонты их концертной деятельности, ведется активная работа по поиску и привлечению к обучению талантливых детей со всей республики.

#### 1970—1990
Учебная работа школы в 1970—1990 годах осуществлялась на различных отделениях: фортепианном, струнном, народном, духовом, хоровом, теоретическом.

## Руководство
- Израиль Григорьевич Герман (1949—1989)
- Владимир Михайлович Кузменко (1989—2004)
- Андрей Евгеньевич Колядич (2004—2014)
- Семён Михайлович Климанов (2014—2019)
- Александр Евгеньевич Поляков(2019—2022)
- Наталия Аркадьевна Коротина(с 2022)

## Деятельность
В Республиканской гимназии-колледже при Белорусской государственной академии музыки ведётся обучение на основе общего базового (9 классов) образования. На базе 9 классов — по 6 специальностям (направлениям специальностей).

### Специальности (направления специальностей)
- 2-16 01 02 Дирижирование
  - 2-16 01 02-02 Дирижирование (академический хор)
- 2-16 01 31 Инструментальное исполнительство
  - 2-16 01 31 01 Инструментальное исполнительство (фортепиано)
  - 2-16 01 31 02 Инструментальное исполнительство (оркестровые струнно-смычковые инструменты)
  - 2-16 01 31 04 Инструментальное исполнительство (оркестровые духовые и ударные инструменты)
  - 2-16 01 31 05 Инструментальное исполнительство (инструменты народного оркестра
- 2-21 04 31 Музыковедение

### Цикловые комиссии
Учебная работа в колледже осуществляется цикловыми комиссиями — методическими объединениями преподавателей по родственным дисциплинам. В колледже функционируют 9 цикловых комиссий:
| - Вокально-хоровые дисциплины и оркестровое дирижирование - Специальное фортепиано - Струнные смычковые инструменты - Духовые и ударные инструменты - Народные инструменты | - Общеобразовательные дисциплины - Музыкально-теоретические дисциплины - Общее фортепиано - Концертмейстерский класс и камерный ансамбль |

### Творческие коллективы
В колледже активно действуют 3 хоровых, 8 оркестровых коллективов, 7 инструментальных ансамблей